# Sparganothina cristata
Espèce
Sparganothina cristata est une espèce de papillons de nuit de la famille des Tortricidae.

## Répartition et habitat
Sparganothina cristata est décrite du Veracruz, au Mexique.

## Taxinomie
L'espèce Sparganothina cristata est décrite par Bernard Landry en 2001.